# Бергсгамра (станція метро)
59°22′53″ пн. ш. 18°02′12″ сх. д. / 59.3815° пн. ш. 18.036527777778° сх. д.
«Бергсгамра» (швед. Bergshamra) — станція Червоної лінії Стокгольмського метрополітену, обслуговується потягами маршруту Т14.
Була відкрита  29 січня 1978 у складі черги Університет — Мербю-сентрум

Відстань до Слюссена становить 8,8 км.
Пасажирообіг станції в будень —	6,200 осіб (2019)

Розташування: комуна Бергсгамра, Сульна
Конструкція: склепінна глибокого закладення тбіліського типу  (глибина закладення — 20 м) з однією острівною прямою платформою.

## Операції
| Попередня станція                 | Лінія | Лінія     | Лінія | Наступна станція        |
| --------------------------------- | ----- | --------- | ----- | ----------------------- |
| Дандерюдс-шукхус до Мербю-сентрум |       | Лінія T14 |       | Університет до Фруенген |